# Daisy (livre audio)
Pour les articles homonymes, voir Daisy.
 (mars 2019).
 (mars 2019).

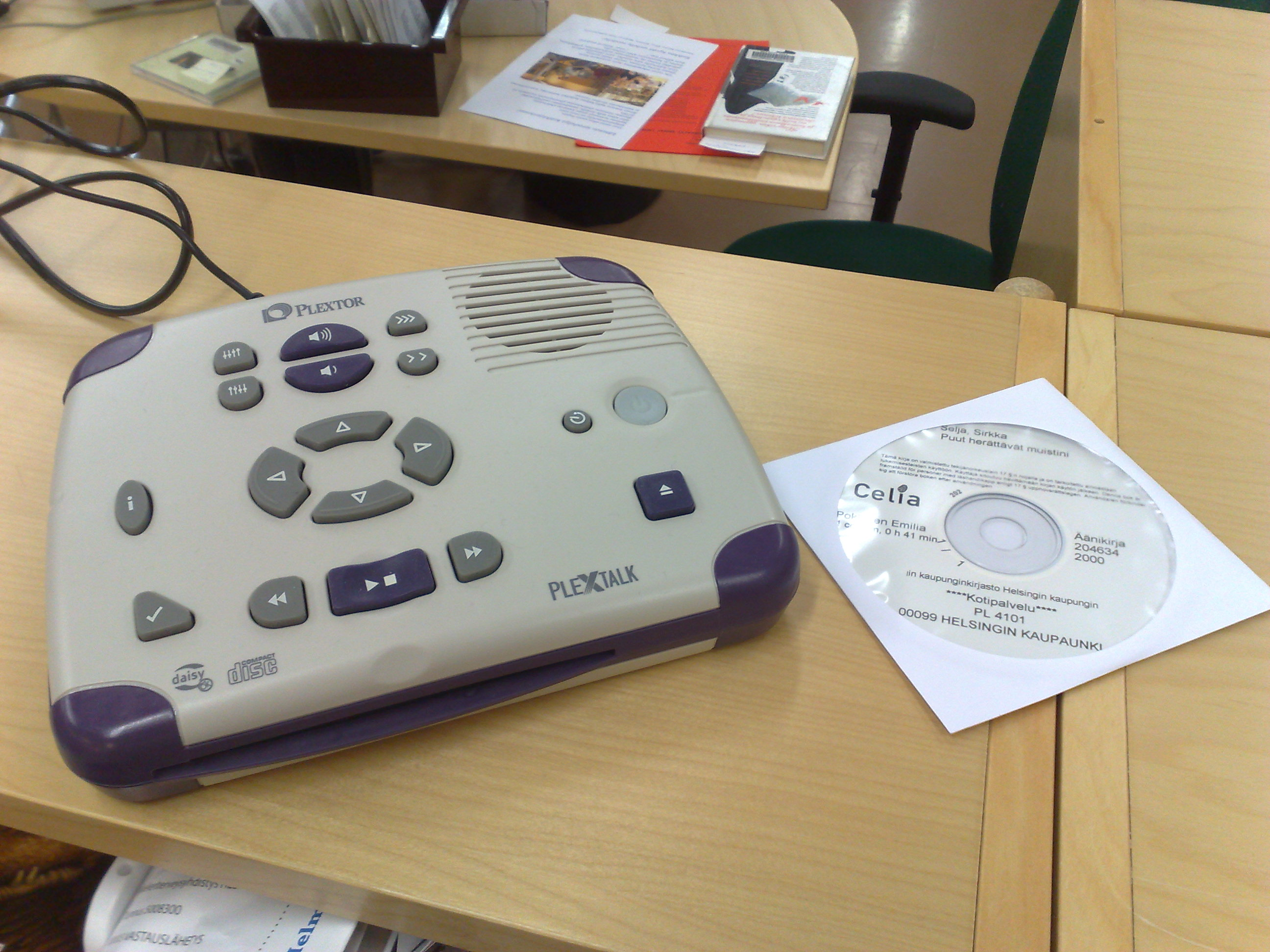
Lecteur Daisy de Plextor

Daisy (Digital Accessible Information SYstem) est une norme pour livres audio mise au point par le consortium Daisy et publiée par l'Ansi.
Les livres audio Daisy sont destinés aux personnes empêchées de lire des documents imprimés (aveugles, malvoyants, dyslexiques, handicapés voyants mais ayant du mal à tourner les pages d’un livre, etc.) Il s’agit de livres structurés permettant une navigation aisée à l’intérieur du texte.

## Le consortium Daisy
Le consortium Daisy a été créé en 1996 par un groupe de bibliothèques sonores offrant des services aux personnes déficientes visuelles afin de gérer la transition du livre audio analogique (le plus souvent sur cassette) au livre audio numérique.
Le consortium Daisy et ses membres promeuvent la norme Daisy parce qu’elle offre des possibilités aux publics empêchés de lire des supports imprimés.
Le consortium 
À ses débuts en Suède en 1994, Daisy était un standard propriétaire. Depuis 1997 c’est une norme ouverte recourant aux formats de fichiers développés pour Internet (XML notamment).

## Format des livres audio Daisy
Il y a trois catégories de livres audio Daisy, se différenciant par les types des fichiers qui les composent
- livre audio avec des fichiers audio et un fichier de contrôle de la navigation permettant à l'utilisateur de naviguer aisément dans le document ; c’est ce type de livre audio que l’on trouve actuellement dans la principale médiathèque française pour personnes déficientes visuelles
- livre audio avec des fichiers audio, un fichier structuré contenant le texte numérique complet, un fichier de synchronisation reliant des points dans les fichiers audio à des points dans le texte numérique et le fichier de contrôle de la navigation.
- livre sans fichier audio, avec le fichier structuré contenant le texte numérique complet et le fichier de contrôle de la navigation ; la restitution du livre se fait soit par synthèse vocale, soit à l’aide d’une plage tactile braille

La norme Daisy prévoit plusieurs formats de fichiers audio, mais le plus utilisé est le format MP3.
Ces fichiers audio peuvent être issus de l’enregistrement d’une voix humaine ou être produits par une synthèse vocale. La synthèse vocale ne peut certes pas égaler la voix humaine pour exprimer des émotions ou des tonalités particulières, mais le recours à la synthèse vocale permet d’obtenir un livre audio Daisy beaucoup plus rapidement. La lecture logicielle par synthèse vocale de documents électroniques en 27 langues est désormais possible en utilisant le logiciel libre OpenOffice.org (version > 3.0) et une extension pour OpenOffice.org 3.
Le support le plus courant est le CD qui permet de contenir jusqu’à 40 heures d’enregistrement. Un livre audio Daisy peut être aussi être enregistré sur une carte SD et, plus généralement sur tout support pouvant contenir des fichiers numériques.
Constitué de fichiers informatiques, le livre audio Daisy se prête également à une dématérialisation complète et donc au téléchargement.